# Elecnor
Elecnor es un holding español fundado en Bilbao el 6 de junio de 1958 que se ha convertido en una de las principales corporaciones globales en el desarrollo, construcción y operación de proyectos y servicios a través de dos negocios principales: Servicios esenciales y Proyectos sostenibles, y Concesiones y Proyectos Propios.
Sus actividades son diversas, abarcando multitud de sectores como electricidad, generación de energía, gas, ferrocarriles, telecomunicaciones, construcción, agua, medio ambiente, mantenimiento o instalaciones.
Su fuerte vocación internacional le ha llevado a un continuo proceso de expansión que le ha abierto las puertas en más de 50 países en los 5 continentes, siendo los principales mercados América, África, Australia y Oriente Medio.

## Filiales
Elecnor es la matriz de 26 empresas filiales dedicadas a diferentes actividades y zonas de influencia.
- Área 3: especializada en interiorismo, diseño y equipamiento.
- Adhorna: esta división se focaliza en la ingeniería detrás de los productos prefabricados de hormigón y P.R.F.V.
- Atersa: filial centrada en energía solar fotovoltaica. Abarca todo el proceso de ingeniería, diseño y construcción de instalaciones fotovoltaicas.
- Audeca: compañía especializada en el mantenimiento integral de infraestructuras viarias y la conservación del medio natural.
- Belco: filial de Estados Unidos dedicada a la contratación y ejecución de infraestructuras eléctricas y energías renovables.
- Ehisa: es la marca constructora del Grupo con la que se desarrollan actividades de obra civil, edificación y obra hidráulica.
- Elecnor: es la compañía principal del Grupo Elecnor. Es el gestor integral de servicios esenciales y proyectos sostenibles de todas sus áreas de negocio.
- Elecnor Australia: la división en este país de Oceanía se centra el mercado de las infraestructuras eléctricas y de energía renovable.
- Elecnor do Brasil: Grupo Elecnor en Brasil es uno de los grandes actores del sistema de transmisión eléctrica.
- Elecnor Chile: Grupo Elecnor en Chile desarrolla proyectos de transmisión y generación de energía.
- Elecnor Energy Services: compañía dedicada al restablecimiento del suministro eléctrico ante tormentas en Estados Unidos.
- Elecnor Hawkeye: la filial del Grupo en Estados Unidos ofrece servicios llave en mano en el sector energético del país.
- Elecnor México: compañía EPC que abarca el desarrollo de proyectos de infraestructuras eléctricas, gas, grandes plantas de energía, telecomunicaciones y construcción.
- Elecnor Seguridad: esta área está especializada en sistemas de seguridad.
- Elecnor Uruguay: sociedad focalizada en los sectores de electricidad, infraestructuras y plantas industriales.
- Elecdor: la división en Ecuador del Grupo Elecnor es referente en el país en el sector de la construcción y mantenimiento de líneas de transporte y subestaciones de transformación.
- Hidroambiente: esta filial está especializada en desarrollar soluciones diversas para el tratamiento de aguas.
- IQA: focalizada en el mercado del Reino Unido, sus áreas de negocio principales son infraestructuras eléctricas, construcción de redes de telecomunicaciones, contratación eléctrica doméstica y comercial y energías renovables.
- Jomar Seguridad: centrada en los servicios de protección frente a incendios.
- Omninstal: la filial del Grupo Elecnor en Portugal ofrece servicios de construcción, infraestructura e ingeniería en todas las áreas de negocio de la compañía.

## Historia
Fundada en Bilbao el 6 de junio de 1958 con el nombre de Electrificaciones del Norte, inicialmente centrada en el sector eléctrico (líneas, subestaciones, alumbrado e instalaciones), aunque pronto amplió su campo de actuación a las telecomunicaciones y comenzó su expansión con la creación de su primera filial en España, Postes Nervión (hoy denominada Adhorna), dedicada a la ingeniería.
Su expansión internacional comenzó en 1967 con la creación de su primera filial en el exterior, concretamente, en Venezuela, Elecven (Electrolíneas de Venezuela). En los años 1970, Elecnor se centra en abarcar el terreno español, trabajando en el mercado de la generación técnica convencional e hidroeléctrica. La compañía cada vez va construyendo más infraestructuras de telecomunicaciones y sistemas de control industrial con tecnología propia. En 1975, Grupo Elecnor constituyó Elecdor (Ecuador), su segunda filial en el exterior, e Internacional de Desarrollo Energético (IDDE) para promover la búsqueda de proyectos internacionales en 1976. Tres años más tarde, en 1979, entró en el mercado brasileño con la creación de Elecnor do Brasil.
En los primeros años de la década de 1980, la compañía aumentó su presencia internacional con sus primeros contratos en África, en la República Dominicana y en Centroamérica. Durante estos años Elecnor comenzó también su actividad en el sector ferroviario y en el sector del gas.
En los años 1990 continuó el proceso de internacionalización posicionándose en distintos países a través de nuevas filiales: en Portugal (Omninstal), Argentina (Elecnor de Argentina), México (Elecnor de México), Uruguay (Montelecnor), y Chile (Elecnor de Chile), entre otras.
A mediados de los años 90, Elecnor comenzó a posicionarse en el sector del medio ambiente creando una Dirección de Negocio específica y tomando una participación mayoritaria en la empresa Hidroambiente.[cita requerida] En 1997 creó Enerfín para promover e invertir en el mercado de la energía eólica.
En el siglo XXI, Elecnor es una de las principales compañías en el sector eléctrico, del gas, de las telecomunicaciones, en el mantenimiento de instalaciones y en el sector ferroviario.En esta época, los sistemas de transmisión de energía eléctrica se convierten en uno de los pilares del Grupo Elecnor, que empieza a apostar por la construcción y explotación de concesiones en Brasil y Chile con su filial Celeo. En 2001, Elecnor entró en el sector de la obra civil, edificación y obra hidráulica como un área de negocio específica a través de la adquisición de la sociedad Ehisa. En 2004, adquirió la sociedad Atersa, especializada en fabricación e instalación de equipos y componentes solares fotovoltaicos.
En esta década, Elecnor crea su Fundación. Desde su constitución en 2008, la Fundación Elecnor ha consolidado su papel como principal herramienta de la responsabilidad social corporativa de la compañía, desarrollando iniciativas solidarias con la creación de infraestructuras sociales y proyectos de formación e investigación, para llevar agua, energía, formación y recursos a los que más lo necesitan. En la actualidad, tiene proyectos en más de 10 países.
Las ventas en el exterior superan a las del mercado español por primera vez en 2010, gracias a que prosigue su continua internalización con la adquisición de otras sociedades, como Hawkeye y Belco en Estados Unidos, e IQA en Reino Unido.
Su expansión en el mercado latinoamericano continúa. Es en 2014 cuando cierra una alianza estratégica con el grupo holandés APG para el desarrollo y la inversión conjunta en proyectos de transmisión energética y energía renovable a través de la sociedad Celeo Concesiones e Inversiones.
En Australia entró en el mercado eléctrico y de energía renovable con la constitución de su filial Elecnor Australia. En la actualidad, tiene oficinas en Melbourne, Sídney y Brisbane.
En 2018, Elecnor recibe la certificación por AENOR de la UNE-ISO 37001 “Anti-bribary Management Systems”, convirtiéndose así en la primera empresa de su sector en España y una de las primeras internacionales en obtener la certificación en esta norma, que representa la expresión más exigente a nivel internacional de sistemas para la prevención de soborno y aplicación de protocolos de compliance en general.
En 2021, la sociedad Elecnor, S.A. convierte su rama de actividad de Servicios esenciales y Proyectos sostenibles en Elecnor Servicios y Proyectos, S.A.U.
Elecnor destinó más de 46 millones de euros entre 2024 y 2025 a la prevención de accidentes. Uno de los principales objetivos de la compañía es conseguir lo que denominan como “cero accidentes”.
Elecnor es líder internacional integrador de concesiones de energías renovables, proyectos de infraestructuras sostenibles y servicios esenciales para la transición energética y digitalización de las ciudades. La eficiencia, la diversificación, la solidez financiera y el compromiso de sus personas son las palancas de generación de valor y expansión del Grupo Elecnor.

## Consejo de administración
Elecnor cuenta con un consejo de administración que rige la compañía. Entre sus miembros, se encuentran Jaime Real de Asúa Arteche (Presidente), que pertenece al accionista significativo Cantiles XXI S.L, Ignacio Prado Rey-Baltar (Vicepresidente) y Rafael Martín de Bustamante Vega (Vocal).

## Fundación Elecnor
En 2008 Elecnor creó la Fundación Elecnor como respuesta al objetivo de la compañía de ejercer su actividad de forma responsable y comprometida con la sociedad y el medio ambiente. La Fundación Elecnor actúa de forma directa en los entornos donde el Grupo opera a través de dos tipos de proyectos: infraestructura social y formación e investigación.
En los proyectos de infraestructura social, la Fundación se ha focalizado en garantizar el acceso a energía y agua y educación en países como Angola, Senegal, México, Brasil o Chile. Los proyectos de formación e investigación están especialmente enfocados en la ingeniería, ahondando en las líneas de negocio esenciales de Grupo Elecnor.
Desde su formación, la Fundación Elecnor ha desarrollado más de 20 proyectos en ambas líneas, beneficiando a más de un millón de personas en todo el mundo.

## Obras destacadas
- Proyecto PATE: se trata de una línea de transmisión de 230 kV para conectar los estados de Pará y Amazonas desarrollado por Elecnor do Brasil. Una importante obra de ingeniería para conectar las orillas que separan el río Amazonas. Alta tensión a 253 metros.[27]
- El parque eólico Cimarrón con 320 MW será uno de los más grandes del país y el tercer parque eólico de Elecnor en México.. Ubicado en Baja California, generará más de 2.000 empleos directos e indirectos, suministrará energía limpia equivalente al consumo de más de 84.000 hogares y contribuirá a la reducción de las emisiones de C02 en más de 200.000 toneladas por año.[28]
- Túnel submarino para unir Dinamarca y Alemania a través de la construcción de una subestación de tracción que se encargará de suministrar energía verde a las instalaciones del túnel de Fehmarnbelt y al ferrocarril que pasará por él.[29]
- Proyecto Blyth BESS (Australia): La compañía participa en la construcción de la que se convertirá en la batería más grande del estado, con 200MW/400MWh de potencial nominal. El proyecto trata de asegurar la estabilidad de la red eléctrica con fuentes renovables. Un avance significativo en la transición energética.[30]
- Central Hidroeléctrica Nachtigal (Camerún): 420MW de energía limpia, con más de 6.000 empleados involucrados en su desarrollo. Se trata de la mayor planta de energía del país.[31]
- Línea de Transmisión Sabanitas-Panamá III: Este proyecto ha sido catalogado como obra de Interés Nacional por su aportación al sistema energético del país. Una contribución de 230 kV, con una capacidad de transporte de la red de 1.000 MVA por cada uno de los dos circuitos.[32]
- Planta solar de 19.000 paneles construida en consorcio con la empresa Emias en Bolivia, en la región de Tarija. La planta tiene capacidad para generar 5 megavatios.[33]

## Certificados
Los certificados de los que dispone el Grupo Elecnor son:
- Sistema de Gestión de Seguridad y Salud conforme a los requisitos de la norma ISO 45001.
- Sistema de Gestión Ambiental según la ISO 14001.
- Sistema de Gestión de la Calidad siguiendo el estándar ISO 9001.
- Sistema de Gestión Energética según la ISO 50001.
- Sistema de Gestión está certificado de acuerdo con la norma UNE 166002.
- Sistema de Gestión de Seguridad de la Información cuenta con la certificación en la ISO 27001.
- Certificación en la norma UNE-ISO 37001 de Sistemas de Gestión Antisoborno. Elecnor se convirtió en la primera empresa española de su sector en recibir esta certificación que es el estándar internacional más importante y exigente para articular sistemas de gestión en compliance.
- Certificación en la norma UNE 19601 de Sistemas de Gestión de Compliance Penal. En 2019, el Grupo recibió un segundo reconocimiento a su Sistema de Cumplimiento. Esta es la certificación de referencia en España a la hora de diseñar sistemas de prevención de delitos y riesgos penales.
- Certificación del Sistema de Gestión de la Responsabilidad Social Corporativa según la norma IQNet SR10.
- En 2024, se convierte en la primera empresa en certificarse en la UNE 19603 de Sistemas de Gestión de Libre Competencia.[35]